# Paralelo 81 N
O Paralelo 81 N é um paralelo no 81° grau a norte do plano equatorial terrestre.
Começando pelo Meridiano de Greenwich e tomando a direção leste, o paralelo 81° Norte passa sucessivamente por:
| País, território ou mar | Notas |
| ----------------------- | --- |
| Oceano Ártico           | |
| Rússia                  | Ilha Salisbury, Ilha Ziegler, Ilha Greely, Ilha La Ronciere e Ilha Graham Bell, no arquipélago da Terra de Francisco José |
| Oceano Ártico           | |
| Rússia                  | Ilha Komsomolets, no arquipélago de Severnaya Zemlya                                                                      |
| Oceano Ártico           | |
| Canadá                  | Ilha Axel Heiberg e Ilha Ellesmere, Nunavut                                                                               |
| Estreito de Nares       | |
| Gronelândia             | |
| Oceano Ártico           | |